# Пйотр Бапст
Пйотр Бапст Т. І. (пол. Piotr Bapst; 9 серпня 1845, Висоцько — 24 червня 1924, Станьонткі) — польський священик-єзуїт, провінціал Галицької провінції єзуїтів у 1912—1916 роках, протоігумен василіян провінції Найсвятішого Спасителя в Галичині у 1901—1904 роках.

## Життєпис
Народився 9 серпня 1845 року в с. Висоцько біля Ярослава (тепер Польща). 9 серпня 1863 року вступив на новіціат єзуїтів у с. Стара Весь. Висвячений на священика в Кракові 6 липня 1879 року.
Був хорошим організатором. У 1881—1882 і 1884—1887 роках — генеральний префект єзуїтського конвікту в Тернополі. Виконував обов'язки настоятеля Львівського дому єзуїтів (1889—1893), секретаря провінціала (1893—1896). У 1896—1900 роках був ректором науково-виховного закладу отців єзуїтів у Хирові, після чого один рік виконував обов'язки настоятеля дому в Станьонтках (1900—1901).
Упродовж 1882—1904 років понад 40 єзуїтів Галицької провінції брали участь у проведені реформи галицьких василіян. У 1901—1904 роках отець Пйотр Бапст був останнім єзуїтом настоятелем провінції (протоігуменом) реформованих василіян. 10 вересня 1904 року Бапст офіційно передав владу василіянської провінції Найсвятішого Спасителя у руки протоконсультора о. Єроніма Малицького, ЧСВВ (новообраний протоігумен о. Платонід Філяс, ЧСВВ у той час ще був у Канаді).
У 1905—1908 роках Пйотр Бапст був настоятелем у Закопаному, а в часі Першої світової війни (1912—1916) виконував уряд провінціала Галицької провінції єзуїтів. Як провінціал, у 1915 році взяв участь у XXVI Генеральній конгрегації єзуїтів, на якій генералом ордену було обрано його співвітчизника о. Влодзімєжа Ледуховського.
Останні роки життя (1916—1924) провів у Станьонтках, де був духівником монахинь бенедиктинок. Помер у Станьонтках 24 червня 1924 року.